# Bataille de Saint-Cyr-en-Talmondais
Guerre de Vendée
Batailles
La bataille de Saint-Cyr-en-Talmondais se déroule le 25 septembre 1795 lors de la guerre de Vendée. Elle s'achève par la victoire des républicains qui repoussent une attaque des Vendéens contre le bourg de Saint-Cyr-en-Talmondais.

## Prélude
En septembre 1795, Charette apprend qu'une flotte britannique a gagné les côtes de la Vendée, avec à son bord des régiments britanniques et émigrés commandés par le comte d'Artois. Il rassemble son armée, qui est bientôt renforcée par des troupes de l'armée du Centre commandées par Béjarry, et décide de se rendre maître de la côte afin de favoriser le débarquement du prince.
L'armée se met en marche et s'arrête le 24 septembre dans les landes de La Boissière, près de Champ-Saint-Père,. Les raisons qui poussent les Vendéens à décider l'attaque du bourg de Saint-Cyr-en-Talmondais ne sont pas connues avec certitude. Pour Le Bouvier-Desmortiers, l'initiative est due à « l'entêtement de Guérin » et le mouvement a lieu « contre l'avis du général ». Pour l'officier vendéen Pierre-Suzanne Lucas de La Championnière, « pour ne pas décourager les troupes qu'on avait bercées » de l'espoir de voir débarquer le comte d'Artois, Charette « feignit d'avoir eu d'autres desseins que celui de gagner les bords de la mer, et d'après l'avis de son conseil il fit attaquer Saint-Cyr »,,.
Les Vendéens campent la nuit à Champ-Saint-Père, mais des soldats provoquent accidentellement un incendie qui jette l'alerte dans tout le pays.

## Forces en présence
Saint-Cyr-en-Talmondais est défendu par 400 soldats républicains selon Lucas de La Championnière et Le Bouvier-Desmortiers,, mais les rapports républicains les fixent à 200 hommes issus de la 157e demi-brigade. Ces derniers se retranchent dans l'église du bourg, les meilleurs tireurs postés dans le clocher,. Les effectifs des renforts venus de Luçon commandés par le général Henri-Pierre Delaage sont de 900 hommes selon le rapport du général Emmanuel de Grouchy.
Les Vendéens alignent 8 000  à   9 000 fantassins et 900 cavaliers selon Grouchy,. Ils se divisent en trois corps,. Le premier, mené par Charette, se place face au château du Givre,. Le deuxième, commandé par Couëtus, La Robrie et Lecouvreur, prend position avec 1 500 hommes près de La Bretonnière-la-Claye, sur la route de Luçon, afin de repousser d'éventuels renforts,,. Le troisième corps, dirigé par Louis Guérin, attaque directement le bourg de Saint-Cyr,.

## Déroulement
Les Paydrets menés par Louis Guérin entrent dans le bourg qu'ils trouvent désert, tous les habitants ayant fui ou s'étant retranchés dans l'église. Ils sont accueillis par les tirs des soldats républicains positionnés dans l'église, où des meurtrières ont été hâtivement percées. Les Vendéens tentent de s'approcher l'église, mais en vain : plusieurs sont tués et les hommes vêtus d'uniformes rouges britanniques subissent des pertes particulièrement importantes,. Les assaillants se réfugient alors dans les maisons, depuis lesquelles ils tirent inutilement pendant une demi-heure. Ils tentent ensuite d'incendier quelques habitations afin de pouvoir être dissimulés par la fumée mais la tentative échoue à cause du désordre qui règne parmi les troupes,.
Charette gagne à son tour le bourg de Saint-Cyr mais ses hommes ouvrent le feu par erreur sur ceux de Guérin avant de s'apercevoir de leur erreur,. L'armée vendéenne étant dépourvue de canons, Charette ne voit aucun moyen de prendre l'église et ses soldats commencent à prendre la fuite,. À ce moment, Louis Guérin est tué devant l'église. D'après Lucas de La Championnière, il est atteint de deux balles à la poitrine,. Selon les républicains, il est abattu par le caporal Marca alors qu'il s'était avancé pour sommer les républicains de se rendre. Selon Grouchy, un autre parlementaire a son cheval tué sous lui et quatre hommes sont abattus en essayant de le dégager.
Pendant deux heures, les Vendéens se heurtent aux défenses républicaines sans parvenir à effectuer la moindre progression. De son côté, le général Henri-Pierre Delaage rassemble 900 soldats à Luçon et se porte à la rencontre des Vendéens qu'il trouve à La Bretonnière-la-Claye,. Les fantassins républicains se dissimulent derrière les broussailles, au niveau du village des Baraudières tandis que l'artillerie légère et la cavalerie se déploient sur la route,. Les Vendéens tentent alors de contourner les républicains sur leur franc droit en passant par le vallon des Béraudières mais ils sont repoussés par les réserves républicaines. Malmenés par l'artillerie adverse, les Vendéens finissent par battre en retraite sur Saint-Cyr à la suite d'une charge à la baïonnette des républicains,.
À leur tour, les défenseurs de l'église profitent du désordre pour faire une sortie et provoquer la retraite générale des Vendéens.

## Pertes
Les pertes vendéennes sont d'après les républicains de 140 tués. Emmanuel de Grouchy les porte à 200 morts,, dont 52 devant l'église. Le royaliste Le Bouvier-Desmortiers fait également état de plus de 200 tués.
Pour Amédée de Béjarry, petit-fils du commandant vendéen Amédée-François-Paul de Béjarry, les Vendéens laissent 300 à 400 morts,,. Il attribue ces lourdes pertes à la trop grande obstination de Charette,. 
Selon les rapports républicains, les pertes de leurs troupes sont d'un grenadier tué et 14 blessés, dont trois mortellement,.
Dans ses mémoires, l'officier vendéen Pierre-Suzanne Lucas de La Championnière écrit : « Cette bataille peut passer pour une des plus funestes non par le nombre des morts, mais par la qualité de ceux que nous y perdîmes ». Parmi les tués figurent Louis Guérin, dont le corps est enterré à Bourg-sous-la-Roche, le jeune Guinebault de La Grossetière, âgé de 17 ans, Charlemagne Gabriel Charette dit Boisfoucaud, et La Voute, débarqué depuis peu en Vendée.